# Фетіца
Фетіца (рум. Fetița) — село в Молдові в Чимішлійському районі. Входить до складу комуни, центром якої є село Албіна.